# Lista de antigas emissoras da Rede Tupi
A Rede Tupi foi uma rede de televisão brasileira criada em 18 de setembro de 1950 pelo empresário e jornalista brasileiro Assis Chateaubriand, proprietário dos Diários Associados, sendo a primeira emissora de TV do Brasil. A emissora fechou as portas em 18 de julho de 1980, após o Governo Federal publicar decreto no Diário Oficial da União que declarava peremptas as concessões de 7 das suas 13 emissoras próprias por dívidas com a previdência social e corrupção financeira derivadas da crise que assolou o conglomerado desde a morte de Assis Chateaubriand em 1968. A lista abaixo contém as 15 emissoras próprias e as demais afiliadas que fizeram parte da rede de 1950 a 1980, e também a situação ou afiliação atual de cada uma delas.

## Emissoras próprias
A Rede Tupi possuiu quinze emissoras próprias durante seus 30 anos de existência, sendo que vendeu a TV Coroados em 1973 e a TV Paraná em 1974 para outros proprietários, ficando com treze emissoras. Em 16 de julho de 1980, o Governo Federal cassou sete dessas concessões e no ano seguinte, através de concorrência pública, repassou três delas para o Grupo Silvio Santos (que criou o Sistema Brasileiro de Televisão) e quatro para o Grupo Bloch (que criou a Rede Manchete, sucedida pela atual RedeTV!). As demais emissoras que se salvaram da cassação aderiram a uma programação independente até o surgimento das novas redes ou migraram para outras redes já existentes.
Geradoras
| Emissora               | Canal                                   | Cidade         | UF | Período de afiliação | Situação atual | Proprietário atual  |
| ---------------------- | --------------------------------------- | -------------- | -- | -------------------- | --- | ------------------- |
| TV Tupi São Paulo      | 03 VHF (1950-1960) / 04 VHF (1960-1980) | São Paulo      | SP | 1950-1980            | SBT São Paulo, emissora própria do SBT (concessão outorgada ao Grupo Silvio Santos)                                        | Grupo Silvio Santos |
| TV Tupi Rio de Janeiro | 06 VHF                                  | Rio de Janeiro | RJ | 1951-1980            | RedeTV! Rio de Janeiro, emissora própria da RedeTV! (concessão outorgada ao Grupo Bloch em 1981, depois a RedeTV! em 1999) | RedeTV!             |

Filiais
| Emissora       | Canal  | Cidade         | UF | Período de afiliação | Situação atual | Proprietário atual                                        |
| -------------- | ------ | -------------- | -- | -------------------- | --- | --------------------------------------------------------- |
| TV Itacolomi   | 04 VHF | Belo Horizonte | MG | 1955-1980            | RedeTV! Belo Horizonte, emissora própria da RedeTV! (concessão outorgada ao Grupo Bloch em 1981, depois a RedeTV! em 1999)      | RedeTV!                                                   |
| TV Piratini    | 05 VHF | Porto Alegre   | RS | 1959-1980            | SBT RS, emissora própria do SBT (concessão outorgada ao Grupo Silvio Santos)                                                    | Grupo Silvio Santos                                       |
| TV Brasília    | 06 VHF | Brasília       | DF | 1960-1980            | Afiliada à RedeTV! | Diários Associados (50%) Organizações Paulo Octávio (50%) |
| TV Rádio Clube | 06 VHF | Recife         | PE | 1960-1980            | RedeTV! Recife, emissora própria da RedeTV! (concessão outorgada ao Grupo Bloch em 1981, depois a RedeTV! em 1999)              | RedeTV!                                                   |
| TV Itapoan     | 05 VHF | Salvador       | BA | 1960-1980            | Hoje Record Bahia, emissora própria da Record                                                                                   | Grupo Record                                              |
| TV Ceará       | 02 VHF | Fortaleza      | CE | 1960-1980            | RedeTV! Fortaleza, emissora própria da RedeTV! (concessão outorgada ao Grupo Bloch em 1981, depois outorgada a RedeTV! em 1999) | RedeTV!                                                   |
| TV Paraná      | 06 VHF | Curitiba       | PR | 1960-1978            | Hoje CNT Curitiba, emissora própria da CNT                                                                                      | Organizações Martinez                                     |
| TV Goyá        | 04 VHF | Goiânia        | GO | 1961-1980            | Hoje Record Goiás, emissora própria da Record                                                                                   | Grupo Record                                              |
| TV Vitória     | 06 VHF | Vitória        | ES | 1961-1980            | Afiliada à Record | Rede Vitória de Comunicação (Grupo Buaiz)                 |
| TV Marajoara   | 02 VHF | Belém          | PA | 1961-1980            | SBT Pará, emissora própria do SBT (concessão outorgada ao Grupo Silvio Santos)                                                  | Grupo Silvio Santos                                       |
| TV Coroados    | 03 VHF | Londrina       | PR | 1963-1973            | Hoje RPC Londrina, afiliada à TV Globo                                                                                          | GRPCOM                                                    |
| TV Borborema   | 09 VHF | Campina Grande | PB | 1966-1980            | Afiliada ao SBT | Grupo Norte de Comunicação                                |
| TV Baré        | 04 VHF | Manaus         | AM | 1972-1980            | Hoje TV A Crítica, emissora independente                                                                                        | Rede Calderaro de Comunicação                             |

## Afiliadas
A Rede Tupi teve 20 afiliadas diferentes durante sua existência, sendo a primeira delas a TV Difusora de São Luís, Maranhão (afiliou-se em meados de 1966), e a última a TV Coligadas de Blumenau, Santa Catarina (afiliou-se em 1.º de maio de 1979). No momento de sua extinção, a emissora possuía apenas 12 afiliadas, que juntamente com as emissoras próprias que se salvaram da cassação, aguardaram a criação das novas redes nos anos seguintes ou migraram para outras já existentes.
| Emissora          | Canal  | Cidade                | UF | Período de afiliação | Situação/afiliação atual                                         |
| ----------------- | ------ | --------------------- | -- | -------------------- | ---------------------------------------------------------------- |
| TV Bragança       | 06 VHF | Bragança              | PA | 1951-1963            | Hoje TV Educadora, afiliada à TV Nazaré                          |
| TV Altamira       | 06 VHF | Altamira              | PA | 1977-1980            | Rede Cultura do Pará (TV Cultura)                                |
| TV Atalaia        | 08 VHF | Aracaju               | SE | 1975-1980            | Record                                                           |
| TV Brasil Oeste   | 08 VHF | Cuiabá                | MT | 1978-1980            | Rede Brasil                                                      |
| TV Centro América | 04 VHF | Cuiabá                | MT | 1967-1976            | TV Globo                                                         |
| TV Cidade Branca  | 05 VHF | Corumbá               | MS | 1970-1976            | Hoje TV Morena Corumbá, afiliada à TV Globo                      |
| TV Clube          | 04 VHF | Teresina              | PI | 1972-1976            | TV Globo                                                         |
| TV Coligadas      | 03 VHF | Blumenau              | SC | 1969-1970; 1979-1980 | Hoje NSC TV Blumenau, afiliada à TV Globo                        |
| TV Cultura        | 06 VHF | Florianópolis         | SC | 1970-1980            | Hoje Record News Santa Catarina, emissora própria da Record News |
| TV Difusora       | 04 VHF | São Luís              | MA | 1966-1972            | SBT                                                              |
| TV Esplanada      | 07 VHF | Ponta Grossa          | PR | 1971-1980            | Hoje RPC Ponta Grossa, afiliada à TV Globo                       |
| TV Iguaçu         | 04 VHF | Curitiba              | PR | 1978-1980            | SBT                                                              |
| TV Imperatriz     | 10 VHF | Imperatriz            | MA | 1975-1980            | Hoje TV Mirante Imperatriz, afiliada à TV Globo                  |
| TV Marabá         | 13 VHF | Marabá                | PA | 1976-1980            | Extinta                                                          |
| TV Morena         | 06 VHF | Campo Grande          | MS | 1965-1976            | TV Globo                                                         |
| TV Rio Preto      | 08 VHF | São José do Rio Preto | SP | 1971-1978            | Hoje Record Rio Preto, emissora própria da Record                |
| TV Sentinela      | 07 VHF | Óbidos                | PA | 1978-1980            | Hoje Sentinela TV, afiliada à Band                               |
| TV Sergipe        | 04 VHF | Aracaju               | SE | 1971-1973            | TV Globo                                                         |
| TV Tibagi         | 11 VHF | Apucarana             | PR | 1978-1980            | SBT                                                              |
| TV Uberaba        | 05 VHF | Uberaba               | MG | 1972-1980            | Hoje Band Triângulo, emissora própria da Band                    |